# Bhutaniella sikkimensis
Bhutaniella sikkimensis är en spindelart som först beskrevs av Gravely 1931.  Bhutaniella sikkimensis ingår i släktet Bhutaniella och familjen jättekrabbspindlar. Inga underarter finns listade.